# Hermann Pätzold
Hermann Pätzold (* 15. August 1824 in Neudorf, Schlesien; † 6. Februar 1861 in Königsberg i. Pr.) war ein deutscher Komponist und Dirigent an der Musikalischen Akademie Königsberg. Er schrieb Orchester-, Gesangs- und Klavierkompositionen sowie auch eine Vertonung von Käthchen von Heilbronn. Pätzold starb mit 36 Jahren während des Dirigierens des Elias (Mendelssohn).

## Leben
Hermann Pätzold wurde als Sohn des niederschlesischen Bildhauers Karl Friedrich Wilhelm Pätzold (1797–1874) und dessen Frau Christiana Elisabeth Koritzky (1799–1870) geboren. Er hatte die beiden Schwestern Luise und Bertha. Nachfahren seines Neffen Karl Nordheim sind der Kantor Gottfried Steffen, der Medienkünstler Chris Ziegler und die Musikerin Silke Wolter.
Seine musikalische Ausbildung erhielt Pätzold in Breslau. Zunächst war er wissenschaftlicher und musikalischer Hauslehrer beim Grafen Yorck von Wartenburg. In Erdmannsdorf lernte ihn König Friedrich Wilhelm IV. kennen, der ihn fortan förderte. Pätzold besuchte das Königliche Musik-Institut Berlin, anschließend übertrug ihm der König die Schlossorganistenstelle sowie den Musikunterricht im Königsberger Waisenhaus. Neben diesen Ämtern wirkte Pätzold als Gesangslehrer in Schulen sowie als Privat-Musiklehrer, vor allem im Klavierspiel. Knapp sieben Jahre lang war er Dirigent an der Musikalischen Akademie Königsberg als Nachfolger von Eduard Sobolewski; um 1860 übernahm er die Leitung des Orgel-Unterrichts-Instituts zu Königsberg, wobei er auch für die Leitung des Instituts für Kirchenmusik in die engere Wahl kam.
Bei seinem plötzlichen Tod hinterließ Pätzold seine Frau und eine kleine Tochter. Anerkennend heißt es, er war „ein rechtschaffener Character, als Künstler rein und strenge“.
Von Hermann Pätzold ist ein handschriftlicher Brief überliefert, den er als 20-Jähriger (1844) aus Breslau an seine Eltern verfasst hat. Darin bittet er um einen neuen Rock für seine Hauslehrertätigkeit und berichtet von der Aufführung einer Passage aus der Schulmeisterkantate von Georg Philipp Telemann am Geburtstag von Friedrich Wilhelm IV.:

„Ich mußte vor sämmtlichen Seminaristen und den Lehrern den Schulmeister aufführen. Wie man auf mich gekommen war, ist mir unbegreiflich, doch es half nichts, so sehr ich mich auch sträubte, ich mußte heran. Die Baß-Parthie gelang mir vortrefflich; denn mein ganzes Wesen war an diesem Tage heiter gestimmt, und so bekam ich nicht nur von sämmtl. Seminaristen ein dauerndes Bravo, sondern auch von den Herrn Lehrern und Oberlehrer Scholz sagte, jetzt werden sie dem j. Pätzold das Doctor-Diplom ausfertigen. Es war gerade nicht leicht, liebe Eltern, vor so vielen und gelehrten Herrn obendrein aufzutreten, denn sie können doch jede Gesticulation beurtheilen, um so mehr mußte es mich freuen, als ich Lorbeeren erntete. Noch am folgenden Tage klopfte mich Herr Löschke, als ich mit ihm auf die Bernhardin-Bibliothek ging, freundlich auf die Achsel u. bezeugte seine Freude über die gelungene Aufführung, ebenso die anderen Lehrer. Wie beneidete man mich!“

Von Pätzolds Vater ist ein Reisetagebuch erhalten, in dem dieser seine Reise nach Königsberg beschreibt, wo er die Todesumstände seines Sohnes zu klären suchte. Dabei wurde er zum Zeugen der Königskrönung Wilhelm I., die er ebenfalls schilderte.

## Musikalisches Werk
Pätzold hatte als praktischer Künstler seine bedeutendste Stärke im Orgelspiel, welches er begeistert  ausübte. Er schrieb mehrere Orchester-, Orgel-, Chor- und Salonkompositionen, die er zum Teil selbst zur Aufführung gelangen ließ. Neben einem Choralbuch veröffentlichte er um 1860 das Lyrische Album Op. 2 (acht Stücke für Pianoforte), Frauenchöre und Nachklänge Op. 5. Die drei vierhändigen Stücke  erschienen  im Musikverlag Julius Schuberth und Comp. in Hamburg.

## Kritik
Pätzolds Lyrisches Album Op. 2 in acht Stücken verglich die zeitgenössische Kritik mit den Albumsblättern Op. 124 von Robert Schumann; ein Werk, zu dem das Pätzoldsche eine Art „Pendant“ sei:
„Hat man in dem Werke überall Freude an sonnigen Combinationen in durchgeführten Motiven, wobei das lyrische Element treu bewahrt und nicht etwa in Reflexion verflüchtigt wird, so bietet sich andererseits auch eine vortrefflich gehandhabte Harmonik voll hübscher Züge und pikanter Momente dar.“
Zu den Nachklängen Op. 5 heißt es, es sei „ein neckisch spielendes Stück, leicht gleiten seine Rhythmen dahin“.

## Tod während der Aufführung
Ausführlich berichtete die Zeitschrift Signale für die musikalische Welt (1861) über den Tod des Künstlers:

„Tief ergriffen melde ich Ihnen, daß während der Aufführung von Mendelssohn’s „Elias“ in Königsberg am 6. Februar der Dirigent, Hermann Pätzold, während des Dirigirens, gleich nach dem ersten Thema-Eintritte der Ouvertüre, todt niederfiel! Welch ein furchtbar betäubender Schlag dies Ereigniß für das zahlreiche Aufführungspersonal und für das Publikum war, welches sich vom Saale bis in die Vorzimmer verbreitete, wird jeder fühlen! Ein anstrengender Beruf und die langen Proben, welche „Elias“ (dessen Aufführung von dem Verewigten selbst auf das Lebhafteste  gewünscht war) beanspruchte, mögen den pflichttreuen und kunstbegeisterten Dirigenten stark aufgeregt und zugleich ermattet haben, so, daß der  Moment der Aufführung, vielleicht verbunden mit anderen Ursachen, z.B. Hitze des Saales, eine Art Gehirn-, Lungen- oder Nervenschlag herbeiführte, und zwar gerade in einem der schönsten Momente des geachteten Künstlers: er fiel in vollen Ehren und er selber leitete mit dem Dirigentenstabe die dumpfen Trauertöne Mendelssohns, die zu seinem Todesmomente erklingen mußten. Schöner starb noch kein Musiker und wohl überhaupt noch nie ein Künstler!“